# George Sanders
George Henry Sanders (n. 3 iulie 1906, Sankt Petersburg, Imperiul rus – d. 25 aprilie 1972, Castelldefels, Barcelona, Spania) a fost un actor englez (de origine rusă) de film.

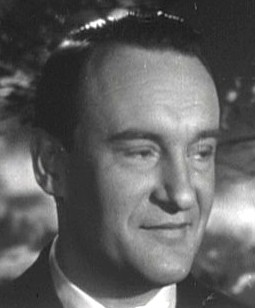
George Sanders

## Filmografie
- 1934 Love, Life and Laughter, regia Maurice Elvey
- 1936 Dishonour Bright, regia Tom Walls
- 1936 Find the Lady, regia Roland Grillette
- 1936 Lloyd's of London
- 1936 Strange Cargo, regia Lawrence Huntington
- 1936 The Man Who Could Work Miracles
- 1936 Things to Come (extra)
- 1937 Lancer Spy
- 1937 Love is News
- 1937 Slave Ship
- 1937 The Lady Escapes
- 1938 Four Men and a Prayer
- 1938 International Settlement
- 1939 Allegheny Uprising
- 1939 Confessions of a Nazi Spy
- 1939 Mr. Moto's Last Warning
- 1939 Nurse Edith Cavell
- 1939 So This Is London
- 1939 The Outsider
- 1939 The Saint Strikes Back
- 1939 The Saint in London
- 1940 Bitter Sweet
- 1940 Foreign Correspondent
- 1940 Green Hell
- 1940 Rebecca, regia Alfred Hitchcock
- 1940 The House of the Seven Gables
- 1940 The Saint Takes Over
- 1940 The Saint's Double Trouble
- 1941 A Date with the Falcon
- 1941 Man Hunt
- 1941 Rage in Heaven
- 1941 Sundown
- 1941 The Gay Falcon
- 1941 The Saint in Palm Springs
- 1941 The Son of Monte Cristo
- 1942 Luna și doi bani jumate (The Moon and Sixpence), regia Albert Lewin
- 1942 Her Cardboard Lover
- 1942 Quiet Please, Murder
- 1942 Son of Fury: The Story of Benjamin Blake
- 1942 Tales of Manhattan
- 1942 The Black Swan
- 1942 The Falcon Takes Over
- 1942 The Falcon's Brother
- 1943 Appointment in Berlin
- 1943 Paris After Dark
- 1943 They Came to Blow Up America
- 1943 Aceasta este țara mea (This Land Is Mine), regia Jean Renoir
- 1944 Action in Arabia
- 1944 Summer Storm
- 1944 The Lodger
- 1945 Hangover Square
- 1945 Portretul lui Dorian Gray (The Picture of Dorian Gray), regia Albert Lewin
- 1945 The Strange Affair of Uncle Harry
- 1946 A Scandal in Paris
- 1946 The Strange Woman
- 1947 Forever Amber
- 1947 Lured
- 1947 The Ghost and Mrs. Muir
- 1947 The Private Affairs of Bel Ami
- 1949 Samson and Delilah
- 1949 The Fan
- 1950 Totul despre Eva (All About Eve), regia Joseph L. Mankiewicz
- 1950 Black Jack, regia Julien Duvivier și José Antonio Nieves Conde
- 1951 I Can Get It for You Wholesale
- 1951 The Light Touch
- 1952 Assignment-Paris
- 1952 Hold That Line
- 1952 Ivanhoe
- 1953 Call Me Madam
- 1953 Run for the Hills
- 1954 Călătorie în Italia (Viaggio in Italia), regia Roberto Rossellini
- 1954 King Richard and the Crusaders
- 1954 Witness to Murder
- 1955 Jupiter's Darling
- 1955 Moonfleet
- 1955 Portrait for Murder
- 1955 The Big Tip Off
- 1955 The King's Thief
- 1955 The Scarlet Coat
- 1956 Death of a Scoundrel
- 1956 Never Say Goodbye
- 1956 That Certain Feeling
- 1956 While the City Sleeps
- 1957 The Seventh Sin
- 1958 De la Pământ la Lună (From the Earth to the Moon), regia Byron Haskin
- 1956 Outcasts of the City
- 1958 The Whole Truth
- 1959 Solomon and Sheba
- 1959 That Kind of Woman
- 1960 A Touch of Larceny
- 1960 Bluebeard's Ten Honeymoons
- 1960 Cone of Silence
- 1960 The Last Voyage
- 1960 Village of the Damned
- 1961 Five Golden Hours
- 1961 Gli Invasori
- 1961 Le Rendez-Vous
- 1961 The Rebel (aka, Call Me Genius)
- 1962 Copiii căpitanului Grant (In Search of the Castaways), regia Robert Stevenson
- 1962 Operation Snatch
- 1963 Cairo
- 1963 Spărgătorul (The Cracksman), regia Peter Graham Scott
- 1964 O împușcătură în întuneric (A Shot in the Dark), regia Blake Edwards
- 1964 Dark Purpose
- 1965 Last Plane to Baalbeck
- 1965 Moll Flanders (The Amorous Adventures of Moll Flanders), regia Terence Young
- 1965 The Billionaire
- 1965 The Golden Head
- 1966 The Quiller Memorandum
- 1966 Trunk to Cairo
- 1967 Good Times
- 1967 Rey de Africa
- 1967 Cartea junglei (The Jungle Book, film de animație), regia Wolfgang Reitherman
- 1967 Warning Shot
- 1968 The Girl from Rio
- 1968 One Step to Hell aka Caccia ai violenti
- 1969 The Best House In London
- 1969 The Body Stealers
- 1969The Candy Man
- 1969 Thin Air
- 1970 The Night of the Assassins
- 1970 The Kremlin Letter
- 1972 Doomwatch
- 1972 Endless Night
- 1972 Psychomania, regia Don Sharp

## Televiziune
- Screen Directors Playhouse (Format:Ytv)
- Ford Star Jubilee "You're the Top" (1956)
- The George Sanders Mystery Theater (Format:Ytv)
- What's My Line? 15/09/1957 (Episode No. 380) (Season 9, Ep 3) Mystery Guest
- Voyage to the Bottom of the Sea "The Traitor" (Format:Ytv)
- The Rogues (1965)
- The Man From U.N.C.L.E. "The Gazebo in the Maze Affair" and "The Yukon Affair" (1965)
- Daniel Boone (Format:Ytv)
- Batman "Mr. Freeze" (1966)
- Mission: Impossible: The Merchant (Format:Ytv)